# Pietrowice Wielkie
Pietrowice Wielkie (in tedesco Groß Peterwitz) è un comune rurale polacco del distretto di Racibórz, nel voivodato della Slesia.
Ricopre una superficie di 68,07 km² e nel 2004 contava 7 203 abitanti.